# Beridops nigripes
Beridops nigripes är en tvåvingeart som beskrevs av James 1973. Beridops nigripes ingår i släktet Beridops och familjen vapenflugor. Inga underarter finns listade i Catalogue of Life.